# ’s-Hertogenbosch
’s-Hertogenbosch (IPA: [ˌsɛrtoːɣə(m)ˈbɔs]ⓘ) város, valamint a hasonló nevű alapfokú közigazgatási egység, azaz község, és egyben Észak-Brabant tartomány székhelye. Hollandia délnyugati részén, Amszterdamtól 80 kilométerre terül el. A köznyelvben gyakran Den Bosch néven ismerik. Lakosainak száma 158 753 fő (2023).

## Környező települések
Bokhoven, Crevecoeur, Deuteren, Dieskant, Empel, Engelen, Gewande, ’s-Hertogenbosch, Hintham, Kruisstraat, Maliskamp, Meerwijk, Orthen, Oud-Empel és Rosmalen.

## Története
A város hivatalos neve a holland „des Hertogenbosch”, azaz a „hercegek erdeje” kifejezésből származik. A hercegi birtokok I. Henrik, Brabant hercegének idejéből származik, akinek családja négy évszázadon keresztül birtokolt a közeli Orthen mellett hatalmas területeket. Ő alapította azt az új várost, amely a mocsárvidék közepén néhány kiemelkedő dűnére épült. Huszonhat éves korában városi és kereskedelmi előjogokat adományozott a településnek 1185-ben. Ezt az évet tekintik az 1196-os krónikák a városalapítás évének. Az eredeti okiratok elvesztek az idők folyamán. A város megalapításának leginkább védelmi okai voltak, hiszen a herceg egy erős, erődítménnyel körülvett várossal kívánta megvédeni birtokait az ellenségeitől. 
Ennek ellenére 1203-ban a Gelre és a holland csapatok egyesült támadása miatt a város megsemmisült, de hamarosan újra benépesült. A városfal egyes megmaradt részei mind a mai napig megtekinthetők. A 15. században egy nagyobb városfalat építettek, hogy megvédjék az egyre nagyobb területen fekvő város lakosságát. Mesterséges vízi utakat ástak a városban, ott, ahol a Dommel és a Maas folyó elválik.
1520-ig a város gazdasága virágzott és a második legnagyobb várossá vált az akkori Németalföld területén belül, Utrecht után. A városban született az északi reneszánsz egyik legkiemelkedőbb festője, Hieronymus Bosch. A város ezenkívül még a zene és a zeneszerzők központja is volt, mint például Jheronimus Clibano, aki műveit a helyi katedrálisban adta elő.

### Nyolcvanéves háború
A reformáció háborúzásai megváltoztatták a város történelmének folyását. Független püspökség jött létre.  A nyolcvanéves háború idején a város elszakadt a Habsburgok korábbi katolikus nézeteitől, és a kálvinista tanításokra tért át.

### Harmincéves háború
A béke évei alatt, mielőtt kiújultak a harcok, egészen 1618-ig, jelentősen kiterjedtek az erődítések. A környező mocsarak miatt az ostromlás lehetősége kizárt volt, emiatt bevehetetlennek tartották a várat és a „Mocsári Sárkány” gúnynévvel illették. Ennek ellenére a várost mégis elfoglalták 1629-ben, egy tipikusan holland stratégiával, melynek során a Dommel és az Aa folyókat felduzzasztották és egy negyven kilométeres gátrendszert hoztak létre, majd a vizet malmok segítségével szivattyúzták ki. A három  hónapos ostrom után a város hatalmas geopolitikai szerepet játszott a harmincéves háborúban, Habsburg oldalról. A várost ezután a köztársaságpártiak vették birtokukba, majd, mint megszállási zónát irányították, mindenféle politikai önrendelkezés nélkül.

### XIV. Lajostól Bonaparte Napóleonig
A vesztfáliai béke után az erődítések újból megindultak. 1672-ben a hollandok helytálltak a támadó XIV. Lajos csapatai ellen. 1794-ben a francia forradalmi csapatok Jean-Charles Pichegru vezetésével kemény harcok árán bevették a várost. 1806-tól a város Franciaország része volt. A poroszok elfoglalták 1814-ben. A következő évben, mikor megalakult az Egyesült Holland Királyság, a város Észak-Brabant tartomány központjává vált. Sok újabb és modernebb erődítmény épült a város szomszédságában.  Mivel 1878-ig tilos volt az erődített területeken kívül építkezni, ezért ez túlnépesedéshez vezetett és ez volt az egyik oka a királyság egyik legnagyobb gyermekhalandósági mutatójának is. A nagyon konzervatív városi önkormányzat megelőzte az ipari fejlődést- mivel ők nem akarták, hogy megemelkedjen a városon belül a munkások aránya-, valamint nem engedték oktatási intézmények alapítását, aminek következtében a város korábbi jelentősége lecsökkent.

### A II. világháború és az azt követő időszak

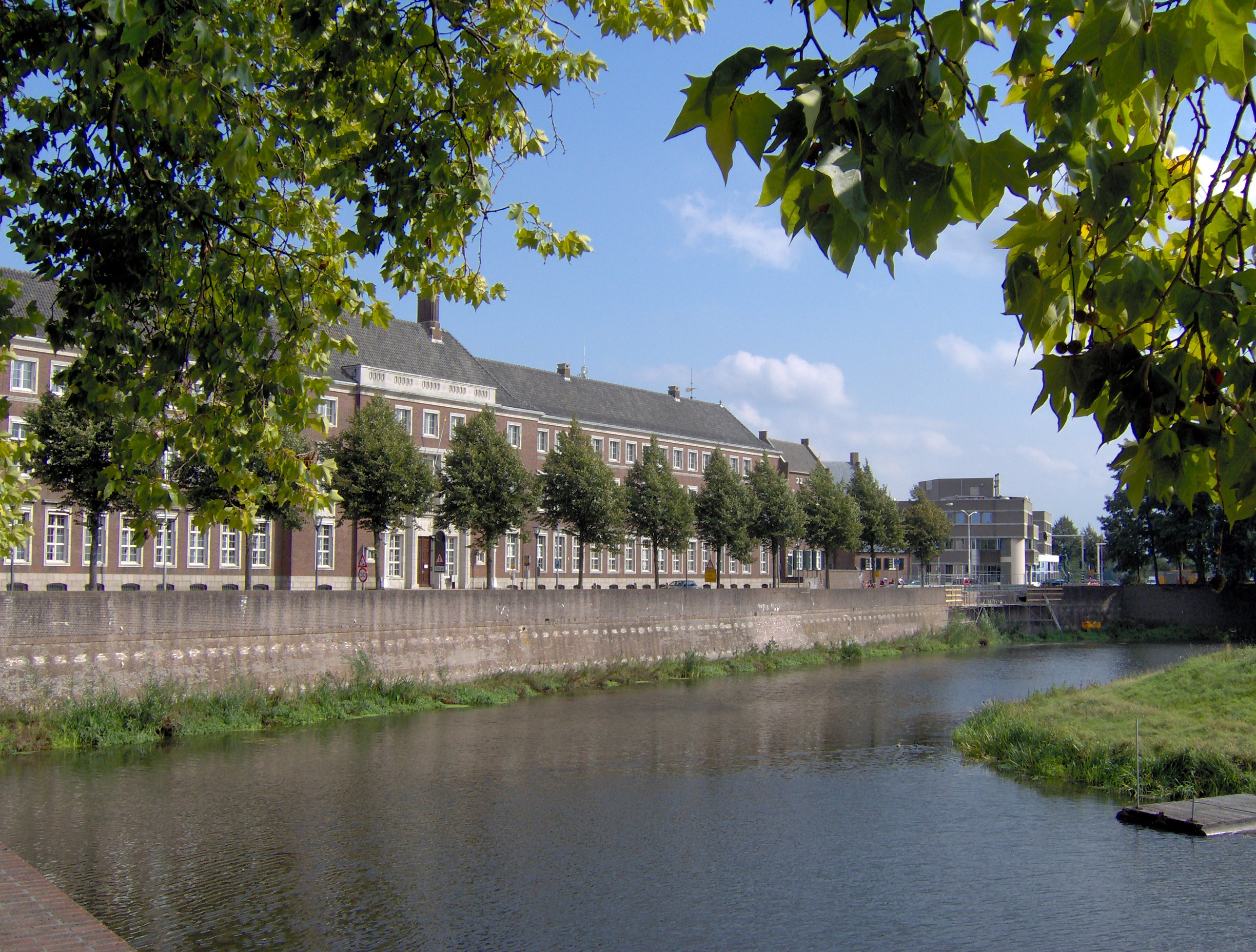
A városfal

’s-Herzogenbusch volt az egyik olyan náci koncentrációs tábor neve, amelyik Nyugat-Európában volt, Ausztria és Németország határain kívül. A tábor 1943 januárjától 1944 szeptemberéig működött, és a németek számára Herzogenbusch néven vált ismertté. Körülbelül 30 000 foglyot tartottak itt bezárva ezalatt az idő alatt, akik közül mintegy 12 000 zsidó származású volt. Hollandiában a tábor „Kamp Vught” néven ismert, mivel a tábor közel feküdt Vught településhez. A sors tragikus fintora, hogy a 13. században ’s-Hertogenbosch teljes zsidó lakosságát élve megégették, hasonló indíttatások miatt. A németek a várost 1940-ben foglalták el, és 1944. október 24-e és 27-e között foglalták vissza a brit csapatok.

## Főbb látnivalók

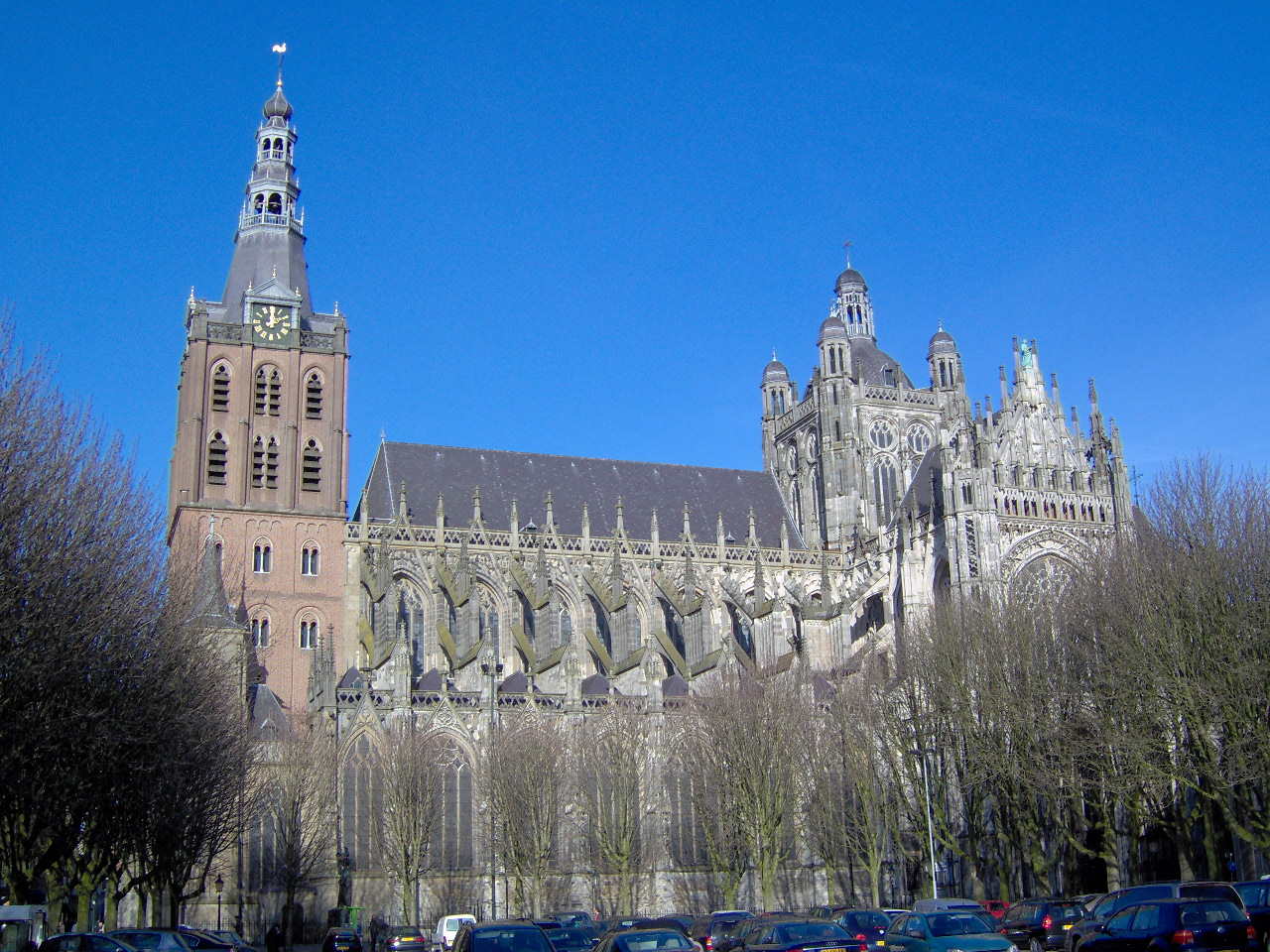
Szent János-székesegyház

’s-Hertogenboscht mint erődítményt alapították, és ez az örökség mind a mai napig tetten érhető a város utcáin. A II. világháború után az óváros modernizálása következezett, ezért feltöltötték, a városfal több részét eltávolították vagy átépítették, és felújították a történelmi épületeket. Mielőtt azonban ezen terveknek hatásai lettek volna, a kormány védett városképű területté nyilvánította az óváros területét. A legtöbb történelmi épületet renoválták.
Mivel a legtöbb városfalat úgy építették, hogy a vizet távol tartsa, sohasem lehet azokat elbontani. Azon városokkal szemben, amelyek jelentős károkat szenvedtek a II. világháború idején, mint például Rotterdam, ’s-Hertogenbosch városa szinte érintetlen maradt. A város több történelmi épületénél gyakorlatilag állandóan felújítások, erősítések zajlanak, hogy sikerüljön azokat megőrizni az utókor számára. 2004-ben a város elnyerte a „European Fortress City of the year” címét. A következő években a város vezetése megpróbálja helyreállítani a történelmi hűség kedvéért a többi, eddig még fel nem újított helyszínt is, eredeti állapotában.

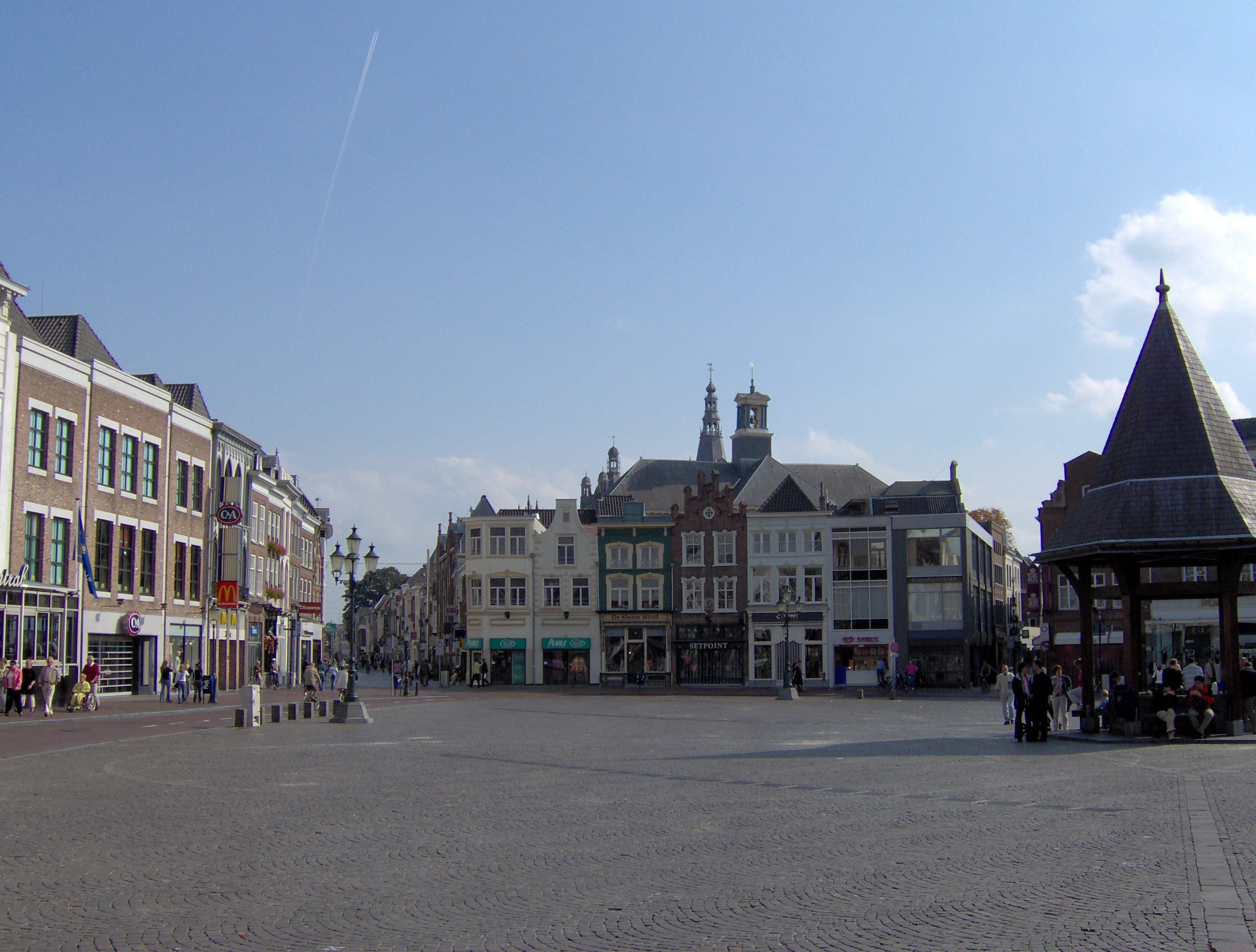
A Piactér

’s-Hertogenboschban található a legrégebbi téglaépület Hollandiában, a ’de Moriaan’, amely valamikor a 13. század elején épült. Az óváros északi részén található a hatszögletű lőporraktár, a "Kruithuis", amely a két fennmaradt ilyen jellegű épületből az egyik. A városháza 17. századi épületét tipikus holland stílusban építették. A város környékén sok erőd tekinthető meg.
Óvárosát majdnem teljesen körbezárják a korábbi városfalak. A déli oldalon az évszázadokkal korábban létrehozott mesterséges tó egyik gátja van. A tó jelenleg természetvédelmi területként szolgál. Az óvároson belüli csatornahálózat található - amelyet a helyiek „Binnendieze”-nek hívnak -, és körülbelül 22 kilométeresre becsülik a hosszát. A középkorban a Dommel folyó a belvárosban folyt, de a városfalakon belüli építkezési kötelezettség miatt a városlakók elkezdtek a folyó felett építkezni. Korábban ez szolgált a város szennyvízhálózatául. Az utóbbi évtizedekben a még megmaradt csatornahálózat elemeit felújították és lehetőség van csónakkirándulásokra indulni a vizek hátán.
’s-Hertogenbosch ad otthont a Szent János-székesegyháznak, melyet az egyik legszebb holland székesegyházként tartanak számon. A székesegyház építési idejét 1220 körülre teszik a történészek, és a legjobban ismert brabant gótikus stílus, valamint a kézművesek által készített szobrok borítják külső részeit az épületnek. Mióta feljegyzések készülnek erről, azóta szinte folyamatosan felújításokra szorul az épület, mivel a savas esők káros hatásaira igencsak érzékeny anyagokból építették.

## Gazdaság
’s-Hertogenbosch ipari, oktatási, közigazgatási és kulturális központ. Észak-Brabant tartomány negyedik legnagyobb városa. A városban több nemzetközi cég helyi központja is megtalálható, mint például a Heineken, az Epic Systems, a Tyco International és a többi.

## Háztartások száma
’s-Hertogenbosch háztartásainak száma az elmúlt években az alábbi módon változott:

## Kultúra
’s-Hertogenbosch az otthona számos eseménynek, mint például a „Bolevard” színházi fesztivál. A „Jazz in Duketown” és a hip hop in Duketown a ’96-os Tour de France idején indult; a Tour de Feminine 1997-ben indult nemzetközi énekverseny. Az Unicef Open (a korábbi Ordina Open) egy füves pályán játszott tenisztorna a közeli városban, Rosmalenben. A városban több, mint 350 étterem, pub és kávézó található.
Den Bosch ad otthont az Európai Kerámiamunkák Központjának is. Itt nemzetközi zsűri által elbírált kerámiaműveket tekinthetnek meg az ide látogatók, ahová a világ minden tájáról tervezőket, keramikusokat és építészeket hívnak meg. Ez a program 1991-ben kezdődött és mai napig folytatódik.
A város saját helyi ételkülönlegessége a Bossche Bol, amely egy teniszlabdánál valamivel nagyobb gombóc, amely főzött krémmel van töltve és olvasztott csokoládéval van leöntve.

## Sportélet
A városnak egyetlen profi focicsapata van, az FC Den Bosch, amely az első olyan holland klub volt, amelyben külföldi játékos is játszott. A városnak ezenkívül van még egy élvonalban játszó jéghokicsapata is, a HC ’s Hertgenbosch, HC Den Bosch, egy kosárcsapata, az Eiffel Towers és a 2008-as rögbi bajnokság győztese, a The Dukes.

## Fordítás
- Ez a szócikk részben vagy egészben  a(z)   's-Hertogenbosch című angol Wikipédia-szócikk ezen változatának fordításán alapul.  Az eredeti cikk szerkesztőit annak laptörténete sorolja fel. Ez a jelzés csupán a megfogalmazás eredetét és a szerzői jogokat jelzi, nem szolgál a cikkben szereplő információk forrásmegjelöléseként.